# Zenodorus
Zenodorus Peckham & Peckham, 1886 è un genere di ragni appartenente alla famiglia Salticidae.

## Caratteristiche
Una sola specie, la Z. orbiculatus caccia e si nutre esclusivamente di formiche.

## Distribuzione
Le 23 specie oggi note di questo genere sono diffuse in Australia, Nuova Guinea, arcipelago delle Molucche e varie isole dell'Oceano Pacifico.

## Tassonomia
Zenodorus è considerato un sinonimo anteriore di Mollika Peckham & Peckham, 1901, a seguito di uno studio dell'aracnologo Zabka del 1988. La grafia Mollica, presente in alcuni studi, è un errore non giustificato.
A dicembre 2010, si compone di 23 specie:
- Zenodorus albertisi (Thorell, 1881) — dall'Arcipelago delle Molucche al Queensland
- Zenodorus arcipluvii (Peckham & Peckham, 1901) — Nuove Ebridi, Australia
- Zenodorus asper (Karsch, 1878) — Nuovo Galles del Sud, Nuova Caledonia
- Zenodorus danae Hogg, 1915 — Nuova Guinea
- Zenodorus durvillei (Walckenaer, 1837)[3] — Nuova Guinea, Australia
- Zenodorus formosus (Rainbow, 1899) — Isole Salomone
- Zenodorus jucundus (Rainbow, 1912) — Queensland
- Zenodorus juliae (Thorell, 1881) — Nuova Guinea
- Zenodorus lepidus (Guérin, 1834) — Nuova Guinea
- Zenodorus marginatus (Simon, 1902) — Queensland
- Zenodorus metallescens (L. Koch, 1879) — Queensland, Nuova Guinea
- Zenodorus microphthalmus (L. Koch, 1881) — Isole del Pacifico
- Zenodorus niger (Karsch, 1878) — Nuovo Galles del Sud
- Zenodorus obscurofemoratus (Keyserling, 1883) — Nuovo Galles del Sud
- Zenodorus orbiculatus (Keyserling, 1881) — Queensland, Nuovo Galles del Sud
- Zenodorus ponapensis Berry, Beatty & Prószynski, 1996 — Isole Caroline
- Zenodorus pupulus (Thorell, 1881) — Queensland
- Zenodorus pusillus (Strand, 1913) — Isole Samoa, Tahiti
- Zenodorus rhodopae Hogg, 1915 — Nuova Guinea
- Zenodorus syrinx Hogg, 1915 — Nuova Guinea
- Zenodorus variatus Pocock, 1899 — Isole Salomone
- Zenodorus varicans (Thorell, 1881) — Queensland
- Zenodorus wangillus Strand, 1911 — Isole Aru